# Matthias Martini (Geistlicher)
Matthias Martini (* 27. Januar 1794 in Haag; † 20. Februar 1868 in Trier) war von 1847 bis 1868 Generalvikar des Bistums Trier.

## Leben
Von 1815 bis 1818 studierte Martini am Priesterseminar Trier und wurde 1818 zum Priester geweiht. 1827 wurde er Rektor des Cusanusstiftes in Bernkastel-Kues und amtierte daneben als Pfarrer in Kues. Dort förderte er die Stiftsbibliothek durch zahlreiche Schenkungen, die bis heute durch Provenienzvermerke nachweisbar sind. 1842 wurde er Dechant in Bernkastel. 1844 wechselte er als Domkapitular in die Bistumsverwaltung nach Trier und wurde 1847 von Bischof Wilhelm Arnoldi zum Generalvikar ernannt. In den Jahren 1865–1867 musste er aufgrund der schwachen Gesundheit des Trierer Bischofs Leopold Pelldram immer wieder dessen Amtsgeschäfte übernehmen.
Martini veröffentlichte einige historische Untersuchungen und amtierte 1858 und 1863 als Präsident der Gesellschaft für nützliche Forschungen zu Trier. 1864 wurde er zum Päpstlichen Hausprälaten ernannt.

## Würdigungen
Im Kreuzgang des Trierer Doms erinnert eine Gedenktafel an Matthias Martini.
Seit 2007 ist der Platz unterhalb der Kirche im Ortskern von Haag (Morbach) nach Generalvikar Martini benannt.

## Schriften
- Das Schloß Berncastel, auch Landshut genannt. Hetzrodt, Trier 1840.
- Das Hospital Cues. in: Baudenkmale der römischen Periode und des Mittelalters in Trier und seiner Umgebung. 3. Lfg., Lintz, Trier 1841. S. 35–66. ;
- Die Bulle Pius II. gegen Herzog Sigismund v. Österreich-Tirol v. 8.08.1640. In: Theologische Quartalsschrift 11 (1829). S. 573–591.
- Ad liturgiam Ecclesiae Trevirorum. In: Kirchliches Amtsblatt für die Diöcese Trier 4 (1865) S. 54–63.